# Crangonyx packardi
Crangonyx packardi är en kräftdjursart som beskrevs av Sidney Irving Smith 1888. Crangonyx packardi ingår i släktet Crangonyx och familjen Crangonyctidae. Inga underarter finns listade i Catalogue of Life.